# Valeo si vales
Valeo si vales significa letteralmente: Sto bene se tu stai bene.
Era la tipica frase impiegata nell'apertura delle lettere latine (per esteso Si vales, bene est. Ego valeo., che significa "Se stai bene è cosa buona. Io sto bene", abbreviato nell'acronimo S.V.B.E.E.V.).
L'espressione Valeo si vales fu particolarmente cara a tutti gli autori latini di lettere, particolarmente a Cicerone, di cui ricordiamo l'importanza delle raccolte epistolari.